# Vojtěch Kessler
Vojtěch Kessler (* 27. dubna 1985) je český historik a vysokoškolský pedagog. 

## Životopis
Vystudoval historii na Filozofické fakultě Univerzity Karlovy v Praze, kde v roce 2011 absolvoval magisterské studium a následně v letech 2011–2015 též doktorské studium, které ukončil obhájením disertační práce s názvem Válečné pomníky a historická paměť. K recepci sepulkrálně-militárních památek v českých zemích z válek mezi lety 1757–1914.
Působí jako vědecký pracovník v Oddělení moderních kulturních a sociálních dějin Historického ústavu Akademie věd ČR. Zde je mimo jiné správcem Databáze dějin všedního dne. Vedle toho se věnuje též bohaté pedagogické činnosti. V letech 2013 až 2019 vyučoval v rámci přípravných kurzů FFabula. Od roku 2017 je externím akademickým pracovníkem na katedře politologie a anglofinních studií Metropolitní univerzity Praha, v letním semestru akademického roku 2022/2023 byl externistou na Ústavu českých dějin FF UK, od r. 2022 externě přednáší na Ústavu bohemistiky pro cizince a komunikace neslyšících FF UK a současně vyučuje i na Historickém ústavu Filozofické fakulty Univerzity Hradec Králové. Od ledna 2025 je ředitelem Historického ústavu a zároveň vedoucím Katedry pomocných věd historických FF UHK.

### Ocenění
- 2019 – Cena Miroslava Ivanova v II. kategorii Díla autorů literatury faktu
- 2020 – Prémie Otto Wichterleho[9]